# Barbara Zoschke
Barbara Zoschke (* 6. September 1964 in Leverkusen) ist eine deutsche Kinderbuchautorin.

## Leben und Wirken
Barbara Zoschke studierte Germanistik und Romanistik an den Universitäten Köln, Clermont-Ferrand und Siena und absolvierte danach ein Verlagsvolontariat. Sie arbeitete dann als Lektorin und Redakteurin sowie als freie Mitarbeiterin unter anderem für taz, Kunst Köln, Kölner Stadt-Anzeiger, Börsenblatt des Deutschen Buchhandels. 1995 veröffentlichte sie ihr erstes Kinderbuch mit dem Titel Wilma Wolkenschwein. Außerdem schreibt sie Radiogeschichten für Ohrenbär (WDR, RBB) und Spielraum (SWR) und engagiert sich als Lese- und Literaturpädagogin (BVL) in der Literaturvermittlung und Leseförderung. Sie ist Mitglied im Literaturatelier Köln unter der Leitung von Liane Dirks und Ekkehard Skoruppa.
Barbara Zoschke lebt und arbeitet in Köln.

## Veröffentlichungen

### Buchreihen
- Tippi Tamtam und die Stadt-Prinzessin, Coppenrath, Münster 2013;
- Tippi Tamtam und die wilde 12, Coppenrath, Münster 2013;
- Tippi Tamtam rettet die Schmetterlinge, Coppenrath, Münster 2013;
- Tippi Tamtam und die rasende Reporterin, Coppenrath, Münster 2013;
- Die Soccerboyz
- Volltreffer für Lukas, arsEdition, München 2012;
- Alles oder nichts, arsEdition München 2012;
- Sam stürmt den Platz, arsEdition, München 2012;
- Letzte Chance für Simon, arsEdition, München 2012;
- Hier kommt Ponyfee (Auswahl)
- Die Reise zu den Sternenelfen, Arena, Würzburg 2012;
- Der Delfin und die Glitzerhöhle, Arena, Würzburg 2011;
- Abenteuer auf der Zauberinsel, Ensslin, Würzburg 2010;
- Mondmädchen und das Traumpferd, Arena, Würzburg 2010;

### Einzeltitel (Auswahl)
- Caroline, total feerrückt, Sauerländer, Mannheim 2013
- Supercat, Sauerländer, Düsseldorf 2009
- Prinz Winz aus dem All, Duden, Mannheim 2008
- Kira und die Hexenschuhe, Duden, Mannheim 2007
- Viktor und die Fußballdinos, Duden, Mannheim 2006
- Auf der Suche nach dem verschwundenen Hund, Duden, Mannheim 2005
- 11 Kicker und ein fieses Foul, arsEdition, München 2005
- Der E-Mail-Erpresser, arsEdition, München 2002
- Luzie und das Hochwasser, Patmos, Düsseldorf 1999
- Extrawurst für Flatti, Loewe, Bindlach 1996
- Wilma Wolkenschwein, Loewe, Bindlach 1995
- Sonnengelb und Tintenblau, ueberreuter 2021

### Beiträge in Anthologien (Auswahl)
- Die Prinzessin im Schneewittchenweg, Feen und Prinzessinnen, Sauerländer, Düsseldorf 2007, 2009, 2011;
- Nixe Nase di Venezia, in: Ich wär so gerne Meerjungfrau, Sauerländer, Düsseldorf 2008;
- Die große Zahnfee, in: Ich wär so gern Prinzessin, Sauerländer, Düsseldorf 2009;
- Ein Christkind und Pappe, in: Katharina Braun (Hrsg.),  24 Geschichten bis Weihnachten, Boje, Köln 2010 und Fischer Schatzinsel, 2012;
- Das blaue und das grüne Päckchen, in: Katharina Braun (Hrsg.),  24 Adventsgeschichten, Boje, Köln 2009;
- Schneekusszauber, in: Katharina Braun (Hrsg.), 24 Adventsgeschichten, Boje, Köln 2007;
- Bohnen für Kevin in: Am Tag, als ich Weltmeister wurde, Baumhaus Verlag, Frankfurt 2007;
- Die Bleistift-Fee, in: Reiner Engelmann (Hrsg.) Klassenzimmergeschichten, Bertelsmann, München 2005

### Hörfunkbeiträge und Hörbücher
- Hänsel und Gretel, oder was?, in: Spielraum (SWR 2)
- Sturm über der Schulinsel, in: Ohrenbär – Radiogeschichten für kleine Leute (RBB und WDR)
- Bohnen für Kevin, in: Spielraum (SWR 2)
- Papa hat nur Fußball im Kopf. in: Ohrenbär – Radiogeschichten für kleine Leute (RBB und WDR)
- Franziska und die Bleistift-Fee, in: Ohrenbär (WDR und RBB)
- Trompetenmuscheltüte, Lesung von Dirk Bach auf Eine Schultüte voller Geschichten, Der Audio Verlag, 2009
- Die Prinzessin im Schneewittchenweg, Hörspiel auf: Ich wär so gern Prinzessin! WDR 2006

## Auszeichnungen
2024 Kölner Stipendium für Kinder- und Jugendliteratur
- 2017 Nettetaler Literaturpreis
- 2017 und 2018 Stipendiatin des Programms WERKPROBEN NRW[2]
- 2002, 2005, 2008 Arbeitsstipendiatin des Landes NRW